# Усубалиев, Женишбек
Женишбек Усубалиев — киргизский учёный. Профессор, кандидат технических наук Киргизской Республики. Лауреат Государственной премии в области науки и техники, отличник народного образования, заслуженный работник Национальной Академии наук Кыргызской Республики. Член терминологической национальной комиссии по государственному языку, член Экспертного Совета Национальной Аттестационной Комиссии, член президиума Совета изобретателей, председатель научно-технического Совета Кыргызской Национальной Энциклопедии.

## Биография
Родился семье колхозника с. Жаны-Арык Джумгальского района 18 апреля 1942 года. По национальности кыргыз.
Окончил Фрунзенский политехнический институт в 1966 г. по специальности «Автомобильный транспорт».
С 1966—1996 гг. заведующий кафедрой, декан, проректор по науке Фрунзенского Политехнического Института, (ныне КГТУ им. Раззакова).
В 1972 г. защитил кандидатскую диссертацию по специальности «Горные машины».
С 1996—1999 гг. генеральный директор Центра Госгумпомощи, директор Департамента по охране и экспертизе условий труда, заместитель министра труда и социальной защиты Кыргызской ССР.
С 1996 г. научный сотрудник, заведующий лабораторией Института машиноведения НАН КР.
С 2014 г. ведущий научный сотрудник Института машиноведения НАН КР.

## Научные труды
Разработка теории и конструкций гидравлических ударных машин и механизмов, устройств сверхвысокого давления жидкости и высокомоментных двигателей, применяемых в горнорудной, металлургической, машиностроительной промышленностях, строительстве, транспорте и др.

## Публикации
Два учебника по теории механизмов и машин на кыргызском языке, русско-кыргызский словарь по механике машин, русско-кыргызский политехнический словарь, десять учебных пособий и множество методических указаний по теории механизмов и машин, деталям машин. Более 100 научных работ как в Кыргызской Республике, так и за рубежом, том числе 1 монография, 24 изобретения и патента. Изобретения запатентованы в таких странах как бывший СССР, Швеция, Франция, ФРГ, ГДР, Болгария, Чехия, Япония и Кыргызстан.

## Награды
Серебряная медаль ВДНХ СССР. Медаль ВДНХ Кыргызской ССР. Государственная премия Республики в области науки и техники.

## Ссылка
- https://web.archive.org/web/20160207235841/http://www.nas.aknet.kg/kadry/forma_5_4.html